# Laith Hussein
Laith Hussein (Baghdad, 13 ottobre 1968) è un ex calciatore iracheno, di ruolo centrocampista.

## Carriera
Con la Nazionale irachena ha partecipato ai Giochi olimpici del 1988 e Coppa d'Asia 1996.

## Statistiche

### Cronologia presenze e reti in Nazionale
| Cronologia completa delle presenze e delle reti in nazionale ― Iraq | Cronologia completa delle presenze e delle reti in nazionale ― Iraq | Cronologia completa delle presenze e delle reti in nazionale ― Iraq | Cronologia completa delle presenze e delle reti in nazionale ― Iraq | Cronologia completa delle presenze e delle reti in nazionale ― Iraq | Cronologia completa delle presenze e delle reti in nazionale ― Iraq | Cronologia completa delle presenze e delle reti in nazionale ― Iraq | Cronologia completa delle presenze e delle reti in nazionale ― Iraq |
| Data                                                                | Città                                                               | In casa                                                             | Risultato                                                           | Ospiti                                                              | Competizione                                                        | Reti                                                                | Note                                                                |
| ------------------------------------------------------------------- | ------------------------------------------------------------------- | ------------------------------------------------------------------- | ------------------------------------------------------------------- | ------------------------------------------------------------------- | ------------------------------------------------------------------- | ------------------------------------------------------------------- | ------------------------------------------------------------------- |
| 17-3-1988                                                           | Riyadh                                                              | Iraq                                                                | 1 – 0                                                               | Bahrein                                                             | Coppa delle Nazioni del Golfo 1988                                  | 1                                                                   |                                                                     |
| 28-2-1990                                                           | Madinat al-Kuwait                                                   | Kuwait                                                              | 1 – 1                                                               | Iraq                                                                | Amichevole                                                          | 1                                                                   |                                                                     |
| 26-5-1993                                                           | Irbid                                                               | Yemen                                                               | 1 – 6                                                               | Iraq                                                                | Qual. Mondiali 1994                                                 | 1                                                                   |                                                                     |
| 28-5-1993                                                           | Irbid                                                               | Pakistan                                                            | 0 – 8                                                               | Iraq                                                                | Qual. Mondiali 1994                                                 | 1                                                                   |                                                                     |
| 14-6-1993                                                           | Chengdu                                                             | Iraq                                                                | 4 – 0                                                               | Giordania                                                           | Qual. Mondiali 1994                                                 | 2                                                                   |                                                                     |
| 14-6-1993                                                           | Chengdu                                                             | Iraq                                                                | 3 – 0                                                               | Yemen                                                               | Qual. Mondiali 1994                                                 | 1                                                                   |                                                                     |
| 24-11-1996                                                          | Genoa                                                               | Iraq                                                                | 4 – 0                                                               | Indonesia                                                           | Amichevole                                                          | 1                                                                   |                                                                     |
| 11-12-1996                                                          | Lahore                                                              | Iraq                                                                | 4 – 1                                                               | Thailandia                                                          | Coppa d'Asia 1996                                                   | 2                                                                   |                                                                     |
| 23-5-1997                                                           | Lahore                                                              | Pakistan                                                            | 2 – 6                                                               | Iraq                                                                | Qual. Mondiali 1998                                                 | 1                                                                   |                                                                     |
| 20-6-1997                                                           | Baghdad                                                             | Iraq                                                                | 6 – 1                                                               | Pakistan                                                            | Qual. Mondiali 1998                                                 | 2                                                                   |                                                                     |
| 21-8-1997                                                           | Beirut                                                              | Libano                                                              | 0 – 2                                                               | Iraq                                                                | Amichevole                                                          | 2                                                                   |                                                                     |
| Totale                                                              |                                                                     | Presenze                                                            | 80                                                                  |                                                                     | Reti                                                                | 21                                                                  |                                                                     |

## Palmarès

### Club
- Campionato iracheno: 7

Al-Zawraa: 1990-91, 1998-99, 1999-00, 2000-01
Al-Rasheed: 1986-87, 1987-88, 1988-89
- Coppa dell'Iraq: 7

Al-Zawraa: 1990-91, 1992-93, 1997-98, 1998-99. 1999-00
Al-Rasheed: 1986-87, 1987-88
- Campionato qatariota: 1

Al-Rayyan: 1995-96
- Coppa del Qatar: 2

Al-Rayyan: 1995, 1996